# Frode Bjerkholt
Frode Bjerkholt (10 marzo 1894 – 25 febbraio 1974) è stato un calciatore norvegese, di ruolo difensore.

## Carriera

### Club
Bjerkholt giocò con la maglia del Larvik Turn.

### Nazionale
Conta una presenza per la Norvegia. Il 14 settembre 1913, infatti, fu in campo nel pareggio per 1-1 contro la Russia.